# Arundel-szigeti csata
Az Arundel-szigeti csata a második világháború egyik ütközete volt a csendes-óceáni hadszíntéren, a Salamon-szigeteken 1943. augusztus 27. és szeptember 20. között.

## Előzmények
Az Arundel-sziget a Kula-öböl déli végén fekszik, Új-Georgia és Kolombangara között. Munda elesése előtt a japánok csak horgonyzóhelynek használták, de az amerikai előrenyomulással párhuzamosan megnőtt a jelentősége. A sziget védte a kolombangarai japán bázist, és ha elesik, akkor az amerikai tüzérség eléri az ottani repülőteret. Jó evakuálási lehetőséget is biztosított a sziget, ugyanis ide vonultak vissza a Baanga-szigeten indított amerikai invázió elől a védők.

## Invázió
Augusztus 27-én a 43. hadosztály 172. gyalogezrede partra szállt az Arundel-szigeten. Az ezred fáradt volt, mert részt vett a Mundáért folyó, valamint a Baanga-szigeteki harcokban. A szigetet 200 japán védte, de könnyen kaphattak erősítést Kolombangaráról. A partraszállás a japánok nem akadályozták meg. Az amerikaiak két nagyobb egységet alakítottak ki, az egyik a sziget keleti, a másik a nyugati partján nyomult előre.
A sziget északi végénél, ahol két keskeny öböl található, komoly összecsapások alakultak ki. Az első japán egységbe Szeptember 1-jén ütközött bele egy amerikai járőr a Stima-lagúnánál. Ellenállása gyenge volt, az amerikaiak tovább tudtak haladni. A 172. ezred 2. zászlóalja partra szállt a lagúnában, hogy támogassa az előrenyomulást. Szeptember 5-én a zászlóalj a Stima-lagúnától északra japán ellenállásba ütközött. Három nappal később mindkét oldal erősítést kapott, és a friss csapatok is bekapcsolódtak a harcokba.

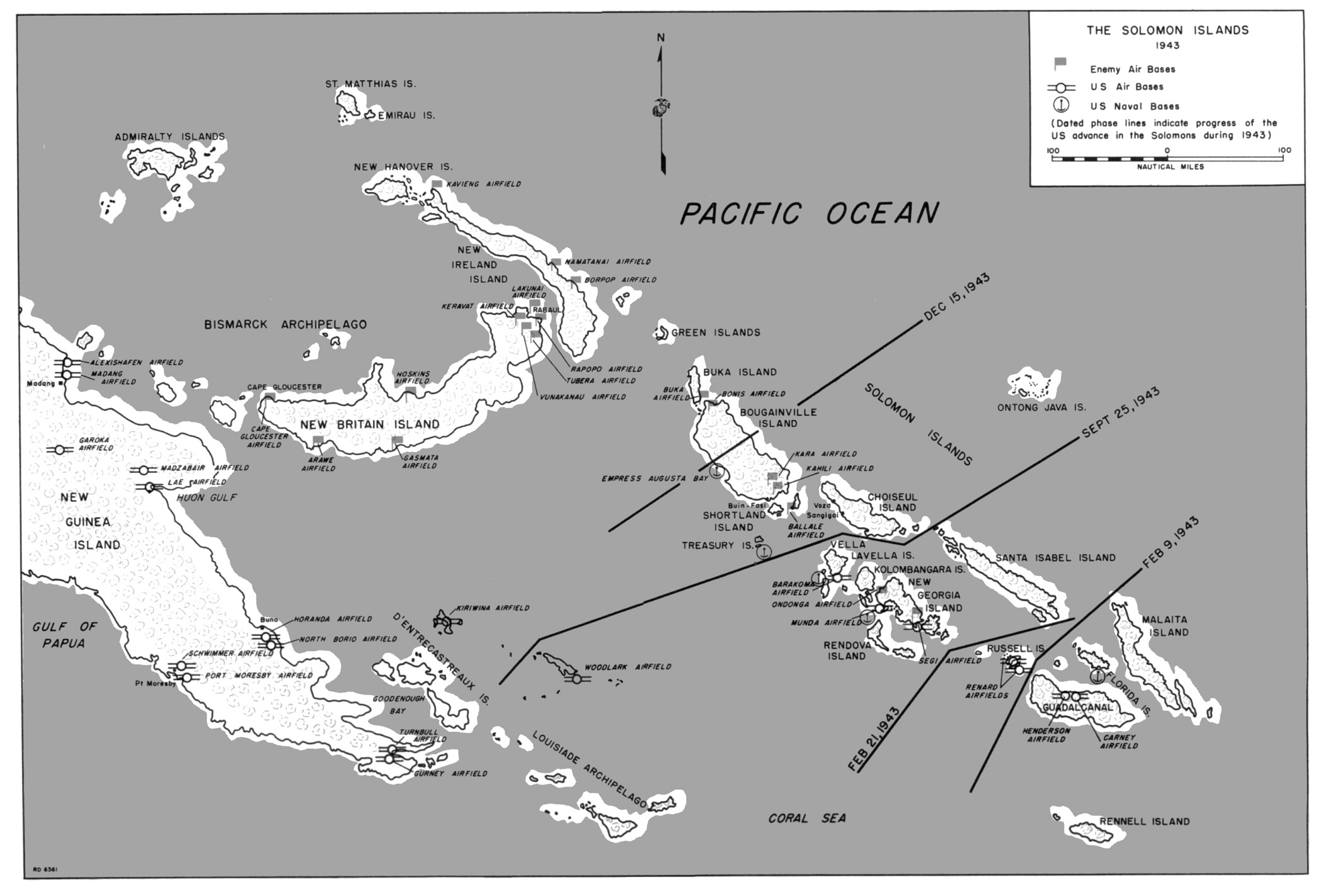
A Salamon-szigetek térképe

Szeptember 12-én a 27. gyalogezred bevetette a 105 milliméteres mozsárágyúkat, és lassan nyomult előre a Bomboe-félszigeten. Szeptember 13-án már közel voltak a félsziget keleti végéhez. Ugyanezen a napon egy zászlóalj átkelt a közeli Sagekarasa-szigetre, ahol több japán ellentámadást is feltartott. A kolombangarai japán egységeknek ekkorra elfogyott az élelmiszere, és már nem gondolhattak komoly ellentámadásra Munda ellen. Az Arundel-szigeten csak a Stima-félszigetet tartották ellenőrzésük alatt a japánok. Szeptember 15-n támadást indítottak az amerikai vonalak ellen, de visszaverték őket.
A japán hadvezetés úgy döntött, hogy kiüríti a Salamon-szigetek középső tagjait, és Bougainville-re fókuszál. Ez a hír csak szeptember 15-én jutott el Szaszakihoz, aki megkezdte a Kolombangarán és Arundelen tartózkodó 12 ezer 435 katona evakuálásának kidolgozását. Másnap az amerikaiak friss csapatokat, valamint 13 harckocsit vezényeltek a szigetre. Szeptember 19-20. éjszakáján a japánok megkezdték a visszavonulást. Az ütközetben 44 amerikai elesett, 256 megsebesült, míg a japánok közül 500 halt meg. Kolombangarát az amerikaiak megkerülték a Vella Lavella-i invázióval, és szeptember végén a japánok megkezdték  utolsó új-georgiai bázisuk kiürítését is.